# Associazione Calcio Pavia 1946-1947
Questa voce raccoglie le informazioni riguardanti l'Associazione Calcio Pavia nelle competizioni ufficiali della stagione 1946-1947.

## Stagione
La grande novità della stagione 1946-1947 sulle rive del Ticino è rappresentata dal cambiamento dei colori sociali: le vecchie maglie azzurre sono sostituite da quelle granata, in omaggio al "Grande Torino" che primeggiava sulle scene calcistiche nazionali. La squadra pavese ha disputato il girone D del campionato di Serie C Nord a quindici squadre, con 31 punti in classifica si è piazzata in sesta posizione; il torneo è stato vinto con 43 punti dal Mortara che poteva avvalersi del portiere Emilio Buttarelli che poi passerà al Torino e del centravanti argentino Evaristo Barrera, la compagine lomellina vedrà però svanire nel girone finale il suo sogno di promozione in Serie B, a vantaggio della Vita Nova di Bergamo.
La squadra pavese è affidata in questa stagione all'allenatore Giuseppe Grigoli e si presenta rafforzata dagli arrivi di Angelo Raccone dal Tortona, Bruno Facchin dal Pro Romano, di Vittorio Rovelli dall'Inter e l'italo argentino Nenè Ponzinibio dal Broni che vanta alcune presenze in Serie A con l'Ambrosiana ed il Genoa. Nel finale di stagione il Pavia contende la piazza d'onore alla Fidentina e all'Abbiategrasso, ma l'unica vittoria nelle ultime cinque partite a Tortona, li relega in sesta posizione. Miglior marcatore stagionale Vittorio Rovelli autore di 12 delle 42 reti realizzate dai granata.

## Rosa
| N. |                   | Ruolo | Calciatore        |
| -- | ----------------- | ----- | ----------------- |
|    | Italia (bandiera) | D     | Osvaldo Biancardi |
|    | Italia (bandiera) | A     | Ennio Bianchi     |
|    | Italia (bandiera) | D     | Domenico Bruschi  |
|    | Italia (bandiera) | A     | Achille Buzzoni   |
|    | Italia (bandiera) | D     | Ezio Danelli      |
|    | Italia (bandiera) | A     | Bruno Facchin     |
|    | Italia (bandiera) | D     | Luciano Formenti  |
|    | Italia (bandiera) | C     | A. Gallarati      |
|    | Italia (bandiera) | C     | Cornelio Gatti    |
|    | Italia (bandiera) | D     | Alberto Maggioni  |

| N. |                      | Ruolo | Calciatore        |
| -- | -------------------- | ----- | ----------------- |
|    | Italia (bandiera)    | C     | Domenico Manazza  |
|    | Italia (bandiera)    | C     | Stefano Mazzola   |
|    | Italia (bandiera)    | D     | Rino Montagna     |
|    | Italia (bandiera)    | D     | Luciano Noè       |
|    | Argentina (bandiera) | A     | Franco Ponzinibio |
|    | Italia (bandiera)    | D     | Angelo Raccone    |
|    | Italia (bandiera)    | C     | Ripa              |
|    | Italia (bandiera)    | A     | Vittorio Rovelli  |
|    | Italia (bandiera)    | P     | Angelo Stangalino |
|    | Italia (bandiera)    | A     | P. Valè           |

## Serie C Nord girone D

### Girone di andata
| Arbitro: | Parazzi (Genova) |

|          |           |  |
| Valè 61’ | Marcatori |  |

| Arbitro: | Pinardi (Milano) |

|  |           |             |
|  | Marcatori | 33’ Rovelli |

| Arbitro: | Pecoraro (Genova) |

|                         |           |  |
| Buzzoni 3’ Montagna 77’ | Marcatori |  |

| Arbitro: | Valle (Asti) |

|                                  |           |                    |
| Monterosso 12’ Barbieri 25’, 41’ | Marcatori | 17’ (rig.) Buzzoni |

| Arbitro: | Premoli (Vercelli) |

|  |           |               |
|  | Marcatori | 47’ Capitelli |

| 8 dicembre 1946 6ª giornata |  | – Turno di riposo PAVIA |  |  |

| Arbitro: | Mori (Cremona) |

|                                   |           |             |
| Rovelli 25’, 68’, 82’ Facchin 89’ | Marcatori | 63’ Biraghi |

| Abbiategrasso 22 dicembre 1946 8ª giornata | Abbiategrasso | 4 – 2     | Pavia | Campo Comunale |
| \| \| \| \| \| \| Marcatori \| \|          |               |           |       |                |
|                                            |               |           |       |                |
| Gol · Gol · Gol · Gol                      | Marcatori     | Gol · Gol |       |                |

| Arbitro: | Ronzitti (Genova) |

|                         |           |               |
| Buzzoni 52’ Facchin 74’ | Marcatori | 28’ Garanzini |

| Arbitro: | Conone (Asti) |

|                |           |  |
| Trapanelli 34’ | Marcatori |  |

| Arbitro: | Bandini (Milano) |

|                                |           |                  |
| Passi 1’, 26’ De Prati 4’, 46’ | Marcatori | 48’, 88’ Rovelli |

| Arbitro: | Ricci (Crema) |

|                                            |           |            |
| Facchin 1’ Chieregato 55’ Rovelli 76’, 86’ | Marcatori | 51’ Omboni |

| Arbitro: | Garassino (Varese) |

|                                            |           |                         |
| Mascheroni 37’ Gallazzi 55’ Sepia 65’, 73’ | Marcatori | 48’ Buzzoni 70’ Facchin |

| Arbitro: | Melgari (Bergamo) |

|             |           |  |
| Buzzoni 47’ | Marcatori |  |

| Arbitro: | Puleo (Torino) |

|                         |           |                         |
| Zini 65’ Spirolazzi 86’ | Marcatori | 82’ Facchin 91’ Buzzoni |

### Girone di ritorno
| Arbitro: | Ricci (Crema) |

|  |           |                    |
|  | Marcatori | 25’ (rig.) Buzzoni |

| Arbitro: | Verzetti (Alessandria) |

|                                  |           |                               |
| Valè 23’ Rovelli 32’ Bianchi 40’ | Marcatori | 13’ (rig.) Ravani 70’ Usberti |

| Arbitro: | Capetta (Milano) |

|                              |           |                      |
| Girometta 82’ Montersino 85’ | Marcatori | 11’ Valè 35’ Rovelli |

| Pavia 30 marzo 1947 19ª giornata | Pavia             | 0 – 0 | Ilva Novi | Stadio Comunale\| Arbitro: \| Ronzitti (Genova) \| |
| Arbitro:                         | Ronzitti (Genova) |       |           |                                                    |

| Arbitro: | Pinardi (Milano) |

|               |           |  |
| Capitelli 88’ | Marcatori |  |

| 13 aprile 1947 21ª giornata |  | – Turno di riposo PAVIA |  |  |

| Arbitro: | Ricci (Crema) |

|                            |           |                         |
| Ciocchetti 27’ Biraghi 80’ | Marcatori | 21’ Facchin 44’ Rovelli |

| Arbitro: | Antononi (Legnano) |

|  |           |              |
|  | Marcatori | 75’ Gianotti |

| Sant'Angelo Lodigiano 4 maggio 1947 24ª giornata | Sant'Angelo Sportiva | 1 – 1 | Pavia | Stadio Carlo Chiesa |
| \| \| \| \| \| \| Marcatori \| \|                |                      |       |       |                     |
|                                                  |                      |       |       |                     |
| Gol                                              | Marcatori            | Gol   |       |                     |

| Arbitro: | Ferretti (Gallarate) |

|          |           |  |
| Valè 66’ | Marcatori |  |

| Arbitro: | Liverani (Torino) |

|                         |           |                      |
| Rovelli 50’ Facchin 79’ | Marcatori | 80’ Sandri 81’ Passi |

| Arbitro: | Gambarotta (Genova) |

|                |           |             |
| Campagnoli 58’ | Marcatori | 66’ Rovelli |

| Arbitro: | Cocito (Alessandria) |

|         |           |                          |
| Valè 1’ | Marcatori | 63’ Gallazzi 70’ Mariani |

| Tortona 1º giugno 1947 29ª giornata | Derthona  | 1 – 3           | Pavia | Campo Comunale |
| \| \| \| \| \| \| Marcatori \| \|   |           |                 |       |                |
|                                     |           |                 |       |                |
| Gol                                 | Marcatori | Gol · Gol · Gol |       |                |

| Arbitro: | Melgari (Bergamo) |

|     |           |     |
| Gol | Marcatori | Gol |